# Lev Berg
Lev Semjonovič Berg (rusky Лев Семёнович Берг; 14. března 1876, Tighina – 24. prosince 1950, Petrohrad) byl geograf, biolog a ichtyolog narozený na území dnešního Moldavska (Podněstří) a pracující v Rusku.
Je znám vlastní evoluční teorií, zvanou nomogeneze, jež oponuje teoriím Darwina a Lamarcka. Narodil se v židovské rodině, přešel však ke křesťanství, aby mohl studovat na Moskevské univerzitě. Tam vystudoval hydrobiologii a geografii, později ichtyologii. V letech 1903–1914 pracoval v Muzeu zoologie v Petrohradě. Byl jedním ze zakladatelů Geografického institutu, nyní Geografické fakulty univerzity v Petrohradě. 
Určil hloubku jezer střední Asie, včetně Balchaše a Issyk-kulu (702 m). Byl průkopníkem klimatologie, napsal monografie Klima a život (1922) a Základy klimatologie (1927). V letech 1940–1950 byl prezidentem Sovětské geografické společnosti.